# Upplands runinskrifter 405
Upplands runinskrifter 405 är ett par hopfogade runstensfragment i Ekerö kyrka, Ekerö socken och Ekerö kommun, Färentuna härad i Uppland samt fyra fragment som finns på Sigtuna museum.

## Stenen
Stenen har blivit sönderslagen och bitarna befinner sig ej längre på dess ursprungliga plats. Två fragment har hamnat i vapenhuset vid Ekerö kyrka och fyra finns nu i Sigtuna museum. Den ursprungliga runstenen härstammade från tiden mellan 1010 och 1050. Materialet är röd sandsten och ristningen går i Ringerikestil Pr 1. Den text som är bevarad lyder i översättning enligt nedan: 

## Inskriften
Translitterering av runraden:
+ loþin + --(t) + raisa + st... ... + faþur + s-... ...--... ...n + guþ hialbi ant hans þurbiu(r)n hiuk +
Normalisering till runsvenska:
Loðinn/Luðinn [le]t ræisa st[æin] ... faður s[inn] ... [si]nn(?). Guð hialpi and hans. Þorbiorn hiogg.
Översättning till nusvenska:
Lodinn lät resa stenen (efter) sin fader... Gud hjälpe hans ande. Torbjörn högg.